# (2269) Efremiana
(2269) Efremiana es un asteroide perteneciente al cinturón de asteroides, descubierto el 2 de mayo de 1976 por Nikolái Stepánovich Chernyj desde el Observatorio Astrofísico de Crimea (República de Crimea).

## Designación y nombre
Designado provisionalmente como 1976 JA2. Fue nombrado Efremiana en honor al escritor y paleontólogo ruso Iván Yefrémov.